# Denise Trudel
Pour les articles homonymes, voir Trudel.
Denise Trudel, née le 27 août 1955 à Alma (Québec), est une femme politique canadienne. Elle est députée de la Coalition avenir Québec (CAQ) à l'Assemblée nationale du Québec, représentant la circonscription de Charlesbourg, de 2012 à 2014.

## Biographie
Denise Trudel détient un diplôme d'études collégiales en sciences humaines option psychologie du Cégep de Sainte-Foy. Elle détient également un certificat de l'Institut de stratégies de communication du Québec en 1996.
En 2001, elle est défaite comme conseillère municipale pour le Renouveau municipal de Québec.
De 2001 à 2003, elle est attachée politique de Jean Rochon et directrice du bureau de circonscription de Charlesbourg. Elle est ensuite commissaire à la Commission scolaire des Premières-Seigneuries de 2002 à 2006. Elle est par la suite élu au conseil à la Ville de Québec en tant que conseillère municipale pour le district électoral de Saint-Rodrigue, de 2005 à 2012. De 2007 à 2009, elle est membre du Comité exécutif de la ville de Québec. 
Pendant sa carrière, elle est membre de plusieurs conseils d'administration.
En 2012, elle est élue députée à l'Assemblée nationale du Québec de la Coalition avenir Québec dans la circonscription de Charlesbourg. Pendant son mandat, elle est la porte-parole du deuxième groupe d'opposition en matière de tourisme, de loisir et de sport. Elle se représente en 2014, mais elle termine derrière le libéral François Blais. Elle se représente une troisième fois en 2018, cette fois dans Roberval, mais est battue par Philippe Couillard. 

## Résultats électoraux
|                                                                                               | Nom                          | Parti               | Nombre de voix | %      | Maj.  |
| --------------------------------------------------------------------------------------------- | ---------------------------- | ------------------- | -------------- | ------ | ----- |
|                                                                                               | Philippe Couillard (sortant) | Libéral             | 11 807         | 42,5 % | 5 088 |
|                                                                                               | Denise Trudel                | Coalition avenir    | 6 719          | 24,2 % | -     |
|                                                                                               | Thomas Gaudreault            | Parti québécois     | 5 290          | 19 %   | -     |
|                                                                                               | Luc-Antoine Cauchon          | Québec solidaire    | 2 975          | 10,7 % | -     |
|                                                                                               | Carl Lamontagne              | Conservateur        | 478            | 1,7 %  | -     |
|                                                                                               | Julie Boucher                | Citoyens au pouvoir | 305            | 1,1 %  | -     |
|                                                                                               | Lynda Lalancette             | Parti nul           | 236            | 0,8 %  | -     |
| Total                                                                                         | Total                        | Total               | 27 810         | 100 %  |       |
| Le taux de participation lors de l'élection était de 63,4 % et 407 bulletins ont été rejetés. |                              |                     |                |        |       |

|                                                                                               | Nom                      | Parti              | Nombre de voix | %      | Maj.  |
| --------------------------------------------------------------------------------------------- | ------------------------ | ------------------ | -------------- | ------ | ----- |
|                                                                                               | François Blais           | Libéral            | 16 934         | 42,1 % | 3 881 |
|                                                                                               | Denise Trudel (sortante) | Coalition avenir   | 13 053         | 32,4 % | -     |
|                                                                                               | Dominique Payette        | Parti québécois    | 7 215          | 17,9 % | -     |
|                                                                                               | Marie Céline Domingue    | Québec solidaire   | 1 936          | 4,8 %  | -     |
|                                                                                               | Milan Jovanovic          | Conservateur       | 450            | 1,1 %  | -     |
|                                                                                               | Sylvain Fiset            | Parti nul          | 315            | 0,8 %  | -     |
|                                                                                               | Guillaume Cyr            | Option nationale   | 257            | 0,6 %  | -     |
|                                                                                               | Daniel Lachance          | Unité nationale    | 52             | 0,1 %  | -     |
|                                                                                               | Normand Fournier         | Marxiste-léniniste | 40             | 0,1 %  | -     |
| Total                                                                                         | Total                    | Total              | 40 252         | 100 %  |       |
| Le taux de participation lors de l'élection était de 76,9 % et 431 bulletins ont été rejetés. |                          |                    |                |        |       |

|                                                                                               | Nom                     | Parti              | Nombre de voix | %      | Maj.  |
| --------------------------------------------------------------------------------------------- | ----------------------- | ------------------ | -------------- | ------ | ----- |
|                                                                                               | Denise Trudel           | Coalition avenir   | 15 288         | 36,9 % | 1 131 |
|                                                                                               | Michel Pigeon (sortant) | Libéral            | 14 157         | 34,2 % | -     |
|                                                                                               | Christophe Fortier Guay | Parti québécois    | 8 760          | 21,1 % | -     |
|                                                                                               | Marie Céline Domingue   | Québec solidaire   | 1 612          | 3,9 %  | -     |
|                                                                                               | Guillaume Cyr           | Option nationale   | 780            | 1,9 %  | -     |
|                                                                                               | Jérôme Paquin           | Parti nul          | 335            | 0,8 %  | -     |
|                                                                                               | Alain Pérusse           | Indépendant        | 232            | 0,6 %  | -     |
|                                                                                               | Daniel Lachance         | Unité nationale    | 112            | 0,3 %  | -     |
|                                                                                               | Yves Marier             | Équipe autonomiste | 103            | 0,2 %  | -     |
|                                                                                               | Pierre Chénier          | Marxiste-léniniste | 53             | 0,1 %  | -     |
| Total                                                                                         | Total                   | Total              | 41 432         | 100 %  |       |
| Le taux de participation lors de l'élection était de 79,9 % et 509 bulletins ont été rejetés. |                         |                    |                |        |       |